# Лалович, Слободан
Слободан Лалович (серб. Слободан Лаловић; 25 декабря 1954, Белград — 16 апреля 2023) — сербский политик, министр труда, занятости и социальной политики с 2004 по 2007 год.

## Жизнь и карьера
Родился 25 декабря 1954 года. В 1978 году окончил юридический факультет Белградского университета. Был членом Социал-демократической партии.
Ранее Лалович был секретарём комитета по расследованию экономических махинаций. В 2002 году ушёл в отставку, сославшись на неэффективность комитета. Он также был депутатом Белградского городского собрания и сербского парламента. Был женат и имел четверых детей.
Умер 16 апреля 2023 года в возрасте 68 лет.